# 56ª Squadriglia
La 56ª Squadriglia del Servizio Aeronautico del Regio Esercito dal 20 ottobre del 1918 vola con aerei Ansaldo S.V.A..

## Storia

### Prima guerra mondiale
Dal 20 ottobre la 4ª Sezione SVA (Ansaldo S.V.A.) di Fossalunga e la 50ª Squadriglia ancora in formazione diventano 56ª Squadriglia SVA inquadrata nel XV Gruppo per l'8ª Armata al comando del Capitano Filippo Piccardo che disponeva di altri 8 piloti che operavano con 6 SVA 4 monoposti e 5 SVA 10 della 50ª, oltre ad alcuni SVA 3 bis, SVA 6 e SVA 9 per una Sezione Scuola con un istruttore e 9 piloti in allenamento.
Il 4 novembre disponeva di 15 SVA.
Il 12 dicembre il reparto va a Ganfardine (poi Aeroporto di Villafranca) e nel febbraio 1919 dispone di SVA monoposti per 16 piloti.
Al 20 aprile 1919 disponeva di 15 SVA.
Alla fine dell'anno è ad Aiello del Friuli comandata dal Cap. Augusto Della Porta e nel 1921 va a Mirafiori (campo di volo).
Nel 1924 passa sugli Ansaldo A.300 diventando 40ª Squadriglia.

### Seconda guerra mondiale
Al 10 giugno 1940 era con 7 S.M.79 nel XXX Gruppo di Bengàsi-Aeroporto di Benina del 10º Stormo Bombardamento Terrestre della Regia Aeronautica nell'Aeronautica della Libia - Est.
All'8 settembre 1943 era nel XXX Gruppo Combattimento dell'Aeroporto di Bresso con 3 Caproni Ca.314 nella 1ª Squadra aerea.

### Il dopoguerra
Il personale della Squadriglia inquadrata nel 6º Gruppo Intercettori Teleguidati della 1ª Brigata aerea Intercettori Teleguidati, al rientro dall'addestramento negli Stati Uniti, in attesa di essere dislocato nella sede di Ca' Tron (Roncade), fu assegnato temporaneamente sull'Aeroporto di Campoformido. Da qui, verso la fine del 1959, il personale iniziò ad occupare la nuova base logistica. Il trasferimento del resto di personale ebbe fine entrò la metà del mese di febbraio del 1960. Dal 1960 al 1963 era ancora una Squadriglia con area lancio e area controllo a Marteggia e nel 1965 il 56º Gruppo effettuò "l'Annual Service Practive" (A.S.P.), tiri reali, presso il poligono di Mac Gregor. Dal 1º ottobre 1964 la 1ª Squadriglia fu elevata a rango di Gruppo assumendo la denominazione di 56º Gruppo Intercettori Teleguidati. Tale numerazione corrisponde con uno dei 4 gruppi PGM-19 Jupiter del 1º Reparto della 36ª Brigata aerea interdizione strategica di Gioia del Colle che, proprio nello stesso frangente, venivano chiusi.